# Пржедецкая, Стефания Бернардовна
Стефания Бернардовна Пржедецкая (урожденная Сура Берковна Пшедецкая; 22 января 1879 года, Кутно, Российская империя — 21 января 1938 года, Ленинград, СССР) — советская и польская революционерка.

## Биография
Родилась в мелко-мещанской еврейской семье. Её отец, Берек, отправил её учиться в женский пансионат в Варшаву, где она получила среднее образование. Сначала работала учителем, а в 1902 году стала модисткой.
С 1904 года член СДКПиЛ. Проводила партийную агитацию среди работниц и организовывала женские партийные кружки. Одна из организаторов забастовки портных в Варшаве во время революции 1905 года. За это первый раз была арестована российскими властями и заключена в женском отделении тюрьмы «Павяк» (т. н. «Сербия»). В 1906 году возглавила Профсоюз работников иглы. В 1907 году вновь арестована и выслана за пределы Царства Польского. Почти два года провела в эмиграции в Швейцарии, работая в отделении СДКПиЛ в Цюрихе. В 1910 году тайно вернулась из заграницы и вновь занялась партийной деятельностью, возглавив парторганизацию в Лодзи и став членом Варшавского комитета СДКПиЛ.
В третий раз арестована в 1913 году. После следствия и процесса, в период которых была заключена в X павильоне, была признана виновной и приговорена к высылке в Иркутскую губернию. В августе 1914 года, с началом войны, была вывезена в Орёл, а в 1916 году отправлена в Иркутск. Освобождена после начала Февральской революции, в ходе которой приняла участие в выступлениях рабочих.
Прибыла в Москву, где в июне 1917 года была избрана заместителем члена Исполнительного комитета групп СДКПиЛ в России, а после Октябрьской революции стала членом Комиссариата по польским национальным делам. С 1918 года член Центрального Комитета Коммунистической рабочей партии Польши. В феврале 1919 года, из-за событий на Западном фронте, переехала вместе с другими заграничными деятелями КРПП в Минск, а затем в находившийся под советской властью Вильно. Оттуда в мае 1919 года была переведена в Белосток, где возглавила окружной и городской комитеты КРПП и два месяца занималась организацией нелегальных структур будущего коммунистического правительства Польши.
После поражения советской стороны в войне осталась в подполье в Польше, действуя в лодзинском окружном комитете партии. В августе 1921 года была арестована в Бендзине, обвинена в деятельности против польского государства и в январе 1922 года приговорена к пяти годам строгого режима. В марте 1923 года выслана в СССР в рамках обмена политических заключённых.
В период подпольной деятельности использовала псевдонимы — Марыся, Зофья, Виктория, Марианьская, Таньская, Калиновская, Мария Новаковская.
В 1923—1925 годах руководила Польским бюро РКП(б) в Советской Белоруссии. В 1925—1928 годах стояла во главе Польского бюро ВКП(б) в Ленинграде. В 1928—1933 годах — научный работник института Маркса-Энгельса-Ленина при ЦК ВКП(б) в Москве. Организатор польского революционного архива, включающего и изучающего документы царских властей, касающиеся польского рабочего движения.
Делегат съезда Советов СССР.
Арестована НКВД во время большого террора 3 сентября 1937 года. За контрреволюционную деятельность приговорена 12 января 1938 года к смертной казни и расстреляна в Ленинграде 21 января 1938 года.